# Teatre Armengol
El Teatre Armengol és un teatre de Bellpuig (Urgell) construït l'any 1947, batejat aleshores com Teatre Goya i reobert l'any 2003 després de vint anys tancat. El nom de Teatre Armengol el porta en memòria de l'antic promotor i propietari de la sala, Josep Armengol i Roca. Està situat a la plaça Ramon Folch, al carrer Isabel de Casanoves número 1. L'edifici és una obra protegida com a bé cultural d'interès local.

## Descripció
Edifici de grans proporcions molt proper al centre de la vila. La façana del teatre és resolta en tres cossos horitzontals i tota ella és en obra vista de totxos. Als dos cossos laterals hi ha dos flancs de totxana d'obra vista descrivint superposats rectangles voluminosos. Al cos central, entre pilastres adossades, s'hi obren tres portes damunt de les quals hi ha oberts finestrals perfectament ordenats. Aquestes pilastres adossades superiorment i a la part mitjana de la façana sustenten un entaulament de cornisa elevada on s'hi pot llegir el rètol de "Teatre Armengol". Aquest cos central és rematat superiorment per una nova cornisa que s'adapta als diferents volums horitzontals, sobresortint lateralment i enfonsat centralment. La part superior de la façana és coberta per un frontó triangular.
El teatre consta dels espais següents: la platea (a doble alçada), l'amfiteatre (en voladís), el vestíbul, la caixa escènica i altres dependències auxiliars. La decoració interior és classicista.

## Història
La construcció d'aquest edifici data entre 1940-1949. Es tracta d'un equipament per activitats de lleure com projeccions cinematogràfiques i representacions teatrals que tenien un important pes en la vida sociocultural de país abans de l'arribada de la televisió als anys 60.
L'arquitecte, Manel Cases Llamona, va néixer a Lleida el 1900 i al 1924 obtingué el títol d'arquitectura; la seva obra constructiva més fèrtil es concentra a Lleida i rodalia malgrat que l'arquitecte també va poder participar en obres a Barcelona i Palma.